# Walter Vogelsang
Walter Vogelsang (* 14. November 1923) ist ein ehemaliger deutscher Fußballtorwart, der für Vorwärts Leipzig, die BSG Einheit Ost Leipzig und den SC Rotation Leipzig in der DDR-Oberliga, der höchsten Spielklasse im DDR-Fußball, spielte.

## Sportliche Laufbahn
Zur Saison 1951/52 wurde unter dem Namen „Sportvereinigung Vorwärts Volkspolizei Leipzig“ eine Mannschaft in die DDR-Oberliga eingegliedert, die bisher nur im Rahmen der internen Wettkämpfe der Hauptverwaltung Ausbildung des Ministeriums des Innern der DDR Spiele ausgetragen hatte. Zu ihrem Kader gehörte der 28-jährige Torwart Walter Vogelsang.
In dieser Saison trug die Oberliga 36 Spiele aus, von denen Vogelsang 20 Partien bestritt. Mit Platz 15 entrannen die Volkspolizisten knapp dem Abstieg und traten in der Oberligasaison 1952/53 als „Sportklub Vorwärts der Kasernierten Volkspolizei Leipzig“ an. Als neuer Stammtorwart war der sieben Jahre jüngere Horst Jaschke in die Mannschaft genommen worden, und Vogelsang kam nur zu Beginn der Hinrunde in vier Oberligaspielen als Vertretung für den verletzten Jaschke zum Zuge. In dieser Saison schaffte der Sportklub nicht den Klassenerhalt.
Vogelsang wechselte daraufhin zum Oberliga-Aufsteiger Einheit Ost Leipzig. Dort war er 2. Torwart hinter Heinz Franke, den er in der Spielzeit 1953/54 nur in der Rückrunde bei fünf Oberligaspielen vertrat. 1954/55 stand Vogelsang hinter Wolfgang Pröhl in der Mannschaft. Diese wurde im November 1954 vom neu gegründeten Sportclub Rotation Leipzig übernommen. Nur für den Sportclub bestritt Vogelsang fünf Spiele in der Oberliga, davon nur drei von Beginn an. Sein letztes Oberligaspiel für den SC Rotation absolvierte er im Rahmen der im DDR-Fußball im Herbst 1955 ausgetragenen Übergangsrunde zum Wechsel von Sommer-Frühjahr-Spielrhythmus zum Kalenderjahrsystem. Am vierten Spieltag wurde er in der 58. Minute für den Stammtorwart Pröhl eingewechselt.
Es war zugleich Vogelsangs letzter Einsatz im höherklassigen Fußball, in dem er 35 Spiele in der DDR-Oberliga bestritt.